# Dolichocephalometra
Dolichocephalometra is een geslacht van wantsen uit de familie van de waterlopers (Hydrometridae). Het geslacht werd voor het eerst wetenschappelijk beschreven door Hungerford in 1939.

## Soorten
Het genus bevat de volgende soort:

- Dolichocephalometra pacifica (Van Duzee, 1934)